# 10-es busz (Veszprém)
A veszprémi 10-es jelzésű autóbusz egy hurokjárat, Veszprém vasútállomástól indulva érinti a Belvárost és a Dózsavárost, majd visszatér a vasútállomásra. A járatot a V-Busz üzemelteti.

## Története
A járatot 2019. január 1-jén indította el Veszprém új szolgáltatója, a V-Busz.
2019. december 15-étől a vasútállomás és Dózsaváros között közlekedik, a völgyhíd érintése nélkül, a Jókai Mór utcában. Bakonyalját sem érinti, körjárati jellege pedig megszűnik.

## Útvonala
| Avar utca / Juhar utca felé | Veszprém vasútállomás felé |
| --- | --- |
| Veszprém vasútállomás vá. – Jutasi út – Mindszenty József utca – Brusznyai Árpád utca – Megyeház tér – Óvári Ferenc utca – Dózsa György utca – Toborzó utca – Bem József utca – Jókai Móra utca – Szent István utca – Avar utca – Avar utca / Juhar utca vá. | Avar utca / Juhar utca vá. – Avar utca – Juhar utca – Tizenháromváros tér – Pápai út – Völgyhíd tér – Eszterházy Antal utca – Jókai Mór utca – Horgos utca – Szabadság tér – Brusznyai Árpád utca – Mindszenty József utca – Jutasi út – Veszprém vasútállomás vá. |

## Megállóhelyei
| 0  | Veszprém vasútállomás végállomás            | 18 | 1, 2, 4, 4A, 5, 11, 21 Helyközi buszok Veszprém                           |
| 1  | Aulich Lajos utca                           | 17 | 1, 2, 4, 4A, 11, 18A, 21 Helyközi buszok                                  |
| 1  | Laktanya                                    | 16 | 1, 2, 3, 4, 4A, 6, 7A, 8, 8A, 11, 18, 18A, 21                             |
| 2  | Jutasi úti lakótelep                        | 15 | 1, 2 Helyközi buszok                                                      |
| 3  | Jutasi út 61.                               | 14 | 1, 2                                                                      |
| 4  | Petőfi Sándor utca                          | 12 | 1, 2, 3, 4, 4A, 7A, 13                                                    |
| 6  | Veszprém autóbusz-állomás                   | 11 | 1, 2, 3, 4, 4A, 7A, 12, 12A, 13, 22, 23 Helyközi buszok Távolsági járatok |
| 8  | Hotel                                       | 9  | 1, 2, 3, 4, 4A, 5, 6, 7A, 12, 12A, 13, 22, 25                             |
| 10 | Petőfi Színház                              | ∫  | 1, 2, 3, 4, 4A, 5, 6, 8, 8A, 13, 25 Helyközi buszok Távolsági járatok     |
| 11 | Ranolder János tér                          | ∫  | 13                                                                        |
| ∫  | Virág Benedek utca                          | 7  | 12, 12A                                                                   |
| 12 | Sziklai János utca (↓) Festő utca (↑)       | 6  | 12, 12A, 13                                                               |
| 13 | Patak tér                                   | 5  | 12, 12A, 13                                                               |
| 14 | Dózsa György tér                            | ∫  | 3, 5, 12, 12A, 13, 18, 25                                                 |
| 15 | Vértanú utca                                | ∫  | 3, 13, 18, 25 Helyközi buszok                                             |
| 16 | Avar utca                                   | ∫  | 3, 13, 18, 25                                                             |
| ∫  | Völgyhíd tér                                | 4  | 1, 3, 5, 8, 8A, 12, 12A, 13, 25                                           |
| ∫  | Pápai út 25.                                | 3  | 1, 3, 5, 8, 8A, 12, 12A, 13, 25 Helyközi buszok Távolsági járatok         |
| ∫  | Tizenháromváros tér                         | 2  | 3, 5, 12, 12A, 13, 18, 25                                                 |
| ∫  | Juhar utca                                  | 1  | 13                                                                        |
| 17 | Avar utca / Juhar utca vonalközi végállomás | 0  | 13                                                                        |